# 審尋
審尋（しんじん）は日本における決定で終結する民事手続において、当事者（若しくはその代理人）の双方又は一方、あるいは利害関係人が、紛争に関して意見や主張を裁判所に提出する訴訟行為。
民事訴訟法87条2項、335条などで、審尋を行うことができるとされている。この場合は審尋を行うか否かは任意的で、裁判所が裁量で審尋を行わないで完結することもできる。他方、第三者に対して文書提出命令を行おうとする場合（同法223条2項）や、仮の地位を定める仮処分を発令する場合（民事保全法23条2項）などは、審尋を行うことが必要的である。
審尋は無方式であり、書面提出だけによって行うこともある一方、非公開ではあるが裁判官の面前で準備書面または主張書面（民事保全法ではこう呼ぶ）によって意見や主張を述べ合うこともでき、証人に代わる参考人を出頭させることもできる。裁判所の裁量により、審尋をしないで完結することもある。
審尋は当事者または利害関係人双方を裁判官の面前でなす場合、同時ではなく別途個別にすることは、参考人を審尋するのでない限り妨げられない。保全命令申立て、破産法の免責申立て、配偶者からの暴力の防止及び被害者の保護等に関する法律による申立てなど特に、相手方に知れない段階で申立てをした一方の当事者のみを審尋することがある。この場合、（裁判官との）面接ということも多い。この場合は釈明処分(民事訴訟法151条)としての性質も有する。